# Ребекка Чептегеї
Ребекка Чептегеї (англ. Rebecca Cheptegei; 22 лютого 1991, Чеміні, Уганда — 5 вересня 2024, Елдорет, Кенія) — угандійська бігунка, яка спеціалізувалася на легкоатлетичному кросі, бігу на довгі дистанції та марафонському бігу, була національною рекордсменкою в останній дисципліні та колишньою чемпіонкою світу з гірського бігу.
Представляла Уганду на кількох чемпіонатах світу з 2010 року, зокрема на Чемпіонаті світу з кросу, Чемпіонат світу з гірського та трейлового бігу та Чемпіонат світу з легкої атлетики. Брала участь у жіночому марафоні на літніх Олімпійських іграх 2024 року в Парижі. Загинула внаслідок домашнього насильства через земельну суперечку з її колишнім партнером.

## Особисте життя
Народилася в Чеміні, Уганда 22 лютого 1991 року в сім'ї Джозефа й Агнес Чептегеї і була другою дитиною серед 13 суродженців. Згодо переїхала до Кенії і купила там нерухомість, щоб бути ближче до центрів спортивної підготовки. Мала двох дітей, і раніше перебувала у стосунках з Діксоном Ндіємою Марангачем. Була капралом у Збройних силах Уганди та членом легкоатлетичного клубу.

## Спортивна кар'єра
Фінішувала 15-ю на Чемпіонаті світу з кросу 2010 року серед молоді, що проходив у Бидгощі, Польща. У травні того ж року виграла забіг на 1500 метрів у Мюнхені, Німеччина, а через два дні фінішувала 19-ю у забігу на 800 метрів на фестивалі у Релінгені. Брала участь у забігу на 1500 метрів у Регенсбурзі, де посіла 15 місце. На забігу на 1500 метрів пам'яті Януша Кусоцінського у Варшаві фінішувала 10-ю, і виграла забіг на 10 000 метрів у Кампалі, Уганда.
На Чемпіонаті світу з кросу 2011 року серед дорослих стала 55-ю у фіналі забігу. На Мадридському півмарафоні посіла друге місце. 3-ю стала на іспанському чемпіонаті з шосейного бігу на 10 000 метрів у Камарго, а потім брала участь у Всесвітніх військових іграх в Ріо-де-Жанейро серед жінок на дистанції 5000 метрів. Посіла друге місце на півмарафоні в Канталехо, і фінішувала 10-ю на 10-кілометровій дистанції в Лісабоні.
Фінішувала 68-ю у забігу на Чемпіонаті світу з кросу 2013 року серед дорослих у Бидгощі, Польща. Виграла 47-й забіг Cross International Ciutat de Granollers. Завершила рік перемогою на дистанції 10 000 м у Кревільенте-Сан-Сільвестре. 2014 року стала 14-ю на дистанції 5000 метрів в Уельві, і 8-ю у забігу на 3000 метрів на Bilbao Reunion Internacional de Atletismo. Виграла 10-кілометрову дистанцію у Санта-Полі, і фінішувала 3-ю на чемпіонаті Африки з кросу 2014 року у Кампалі.

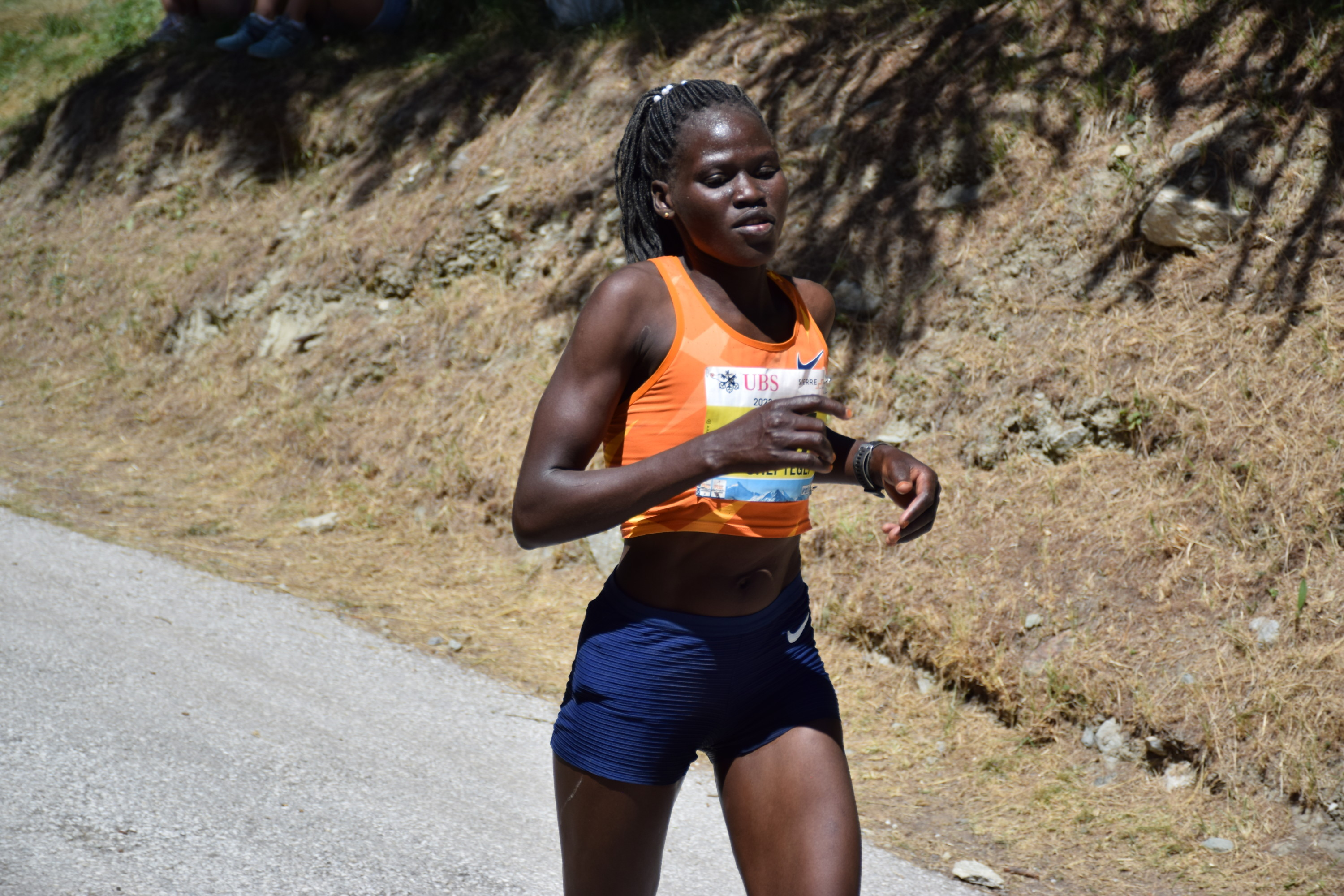
Чептегеї у 2022 році

Стала 3-ю у півмарафоні 2016 року у Цюаньчжоу та 12-ю на Шанхайському півмарафоні 2017 року. Того ж року фінішувала 3-ю і 2-ю у забігах на 5 км і 10 000 м відповідно на чемпіонаті в Кампалі, Уганда. Стала 4-ю у півмарафоні у Браззавілі. 2019 року фінішувала 2-ю у півмарафоні у Дакарі і 5-ю на дистанції 10 000 м на у Кампалі. Через обмеження, пов'язані з COVID-19, Чептегеї не брала участі у забігах до 2021 року. Фінішувала 47-ю на марафоні в Елдорет-Сіті, а потім 2-ю у півмарафоні в Кампалі 2021 року.
Виграла Падуйський марафон 2022 року та посіла 2-ге місце на дистанції 10 000 м на чемпіонаті Уганди в Кампалі. Того ж року вона встановила національний рекорд Уганди 2:22:47 у марафоні та виграла відкладений Чемпіонат світу з гірського бігу та трейлового бігу 2021 року в Чіангмаї, Таїланд. На марафоні в Абу-Дабі стала 4-ю. Це дало їй право представляти Уганду на літніх Олімпійських іграх 2024 року в Парижі. 2023 року фінішувала 2-ю на марафоні у Флоренції та 14-ю на Чемпіонаті світу 2023 року в Будапешті.
2024 року кваліфікувалася та змагалася за Уганду на літніх Олімпійських іграх 2024 року в Парижі в жіночому марафоні, посівши 44 місце.

## Смерть
1 вересня 2024 року на Чептегеї напали та підпалили в її резиденції в Ендебессі, округ Транс-Нзоя, Кенія. Вона отримала опіки 80 % тіла та потрапила в лікарню в критичному стані. Поліція стверджує, що її колишній партнер облив її бензином і підпалив. Ймовірного нападника також ушпиталили через ушкодження. Померла від поліорганної недостатності внаслідок отриманих опіків в лікарні Елдорета 5 вересня 2024 року.

## Пам'ять
Мер Парижа Анн Ідальго оголосила, що місто вшанує Чептегеї, назвавши спортивний об'єкт на її честь.